# ミステリー・ガールズ・プロジェクト
ミステリー・ガールズ・プロジェクト（英: Mystery Girls Project）は、ターゲット・エンタテインメントによる日本のガールズ・アーティスト・ユニット。
略称は「MGP」。ユニットコンセプトは「進化する、アーティスト&声優・ガールズ・ユニット」。歌・ダンス・リーディングを中心に活動。テイチクエンタテインメントにかつて存在していたガールズユニット「MYSTERY GIRLS（ミステリーガールズ）」および「MGS Project」を前身としている。
2014年10月に姉妹ユニット「L.F.O.」が結成され、2023年9月まで活動。

## 概要
主に新人声優とボーカリストで構成されたグループであり、2013年から音楽面での増強を図るため、高濱祐輔をプロデューサーに起用。以降、コンセプトが明確化された楽曲を中心としつつも、ドラマ（リーディング）とダンスに「定評のあるパフォーマンス」を展開している。

## メンバー
| Name   | 読み   | 名前     | 誕生日   | 血液型 | 出身     | 特技・資格                 | 加入       |
| ------ | ------ | -------- | -------- | ------ | -------- | -------------------------- | ---------- |
| KANA   | かな   | 山口華奈 | 4月27日  | O型    | 熊本県   | バレーボール、タイピング   | 2016年12月 |
| AIRI   | あいり | 有住藍理 | 2月10日  | A型    | 大阪府   | 少林寺拳法                 | 2020年6月  |
| NOZOMI | のぞみ | 岩崎望   | 11月26日 | B型    | 鹿児島県 | トロンボーン、トランペット | 2021年2月  |
| KOTONE | ことね | 大村咲樹 | 1月5日   | O型    | 広島県   | モノマネ                   | 2021年9月  |
| MIYU   | みゆ   |          | 4月8日   | A型    | 神奈川県 |                            | 2023年12月 |
| MAHIRU | まひる |          | 7月7日   | O型    | 東京都   |                            | 2024年7月  |
| YURIA  | ゆりあ | 新名優愛 | 5月30日  | O型    | 東京都   |                            | 2024年7月  |

## 来歴
2013年
- MGS Project改めMystery Girls Projectとして活動開始
- 音楽面の強化を図り、プロデューサーに高濱祐輔が就任
- 2月 - Mystery Girls Projectとして第3作「MGP3」リリース
- 12月 - レーベル単独ライブ「Mystic Live"宴"UTAGE」開催[10]

2014年
- 7月 - 第4作「Force」リリース[11]
- 10月 - 姉妹ユニット「L.F.O.」結成を発表[1]
- 12月 - レーベル単独ライブ「Mystic Live”力”CHIKARA」開催[12]

2015年
- 9月 - レーベル単独ライブ「Mystic Live”響”HIBIKI」開催[13]

2016年
- 3月 - テイチクエンタテインメントよりメジャーデビュー作（通算5作目）「V GENERATION」リリース[14]
- アニメイトイベントスペースにてインストアイベント開催[15]
- 7月 - レーベル単独ライブ「Mystic Live”芽”MEBAE」開催[16]
- 同月発売の楠田敏之歌手デビュー10周年記念およびメジャーデビューアルバム「天翔ける」にメンバー参加[17]
- 12月 - レーベル主催ライブ「MGP & L.F.O. Add live 2016, Live-For-Progress」出演[18]

2017年
- 3月 - テイチクエンタテインメントよりメジャーリリース第2作（通算6作目）「Lock on」リリース
- 4月 - ディスクユニオンイベントスペースにてインストアイベント開催[19]
- 7月 - レーベル主催ライブ「TARGET Label Girls Live 2017夏」出演
- 8月 - 近藤佳奈子 Panderful Party Vol.4にメンバーゲスト出演
- 10月 - MGP歴代楽曲メドレー動画「Rock tune Medley」「Dance tune Medley」公開[20][21]
- 12月 - クリスマス公演[22]

2018年
- 3月 - テイチクエンタテインメントよりメジャーリリース第3作（通算7作目）「GRAVITY」リリース
- ディスクユニオンイベントスペースにてインストアイベント開催[23]
- 6月 - レーベル単独ライブ「Mystic Live”極”KIWAMI」開催
- 9月 - レーベル主催ライブ「TARGET LABEL GIRL's LIVE 2018」出演
- ライブBD「The album 'GRAVITY' release memorial「Mystic Live"極"KIWAMI」」リリース

2019年
- 8月 - HIDE×HIDEメジャーリリースアルバム「無限」発売記念ライブ出演（オープニングアクト・ゲスト）[24]
- 8月 - レーベル単独ライブ「Mystic Live”煌”HIKARI」開催[25]

2022年
- 5月 - 第8作「NEMESIS～有翼の女神～」リリース
- 9月 - レーベル単独ライブ「MysteryGirlsProject & L.F.O.リリース記念ライブ2022」出演[26]
- 10月 - レーベル主催ライブ「TARGET LABEL GIRLS ARTIST LIVE 2022」出演[27]

2023年
- 3月 - レーベル単独ライブ「MGP&LFO合同 SS LIVE」出演[28]
- 上記ライブで披露した新レコーディング&リアレンジ版の2曲を「MGPxLFO Collabo.Anniversary 2023」として配信限定リリース[29]

2024年
- 3月 - セルフカバー作「Re:cover」配信限定リリース[30]
- 10月 - Nintendo Switch用ゲームソフト「Honey Vibes」（オトメイト）のオープニング主題歌とエンディング曲を担当[31]

2025年
- 2月 - レーベル主催ライブ「TARGET LABEL LIVE Vol.3」出演[32]

## ディスコグラフィー

### BD
| 枚  | 発売日        | タイトル                                                      | 規格品番  | 配信版 | 備考                      |
| --- | ------------- | ------------------------------------------------------------- | --------- | ------ | ------------------------- |
| 1st | 2018年9月20日 | The album 'GRAVITY' release memorial「Mystic Live"極"KIWAMI」 | TQBJ-9005 | 〇     | 2018年6月23日のライブ映像 |

## 配信コンテンツ
- スマートフォン向けライブ配信アプリ - MeMe Live（旧Perky!）（2018年1月 - 7月[35] 不定期配信〈主に月曜、稀に土日〉）
- MGP★PartyLove![36] - SHOWROOM（2018年9月 - 毎週月曜）[37]
- MGP-Log[38][39] - Youtube（2022年9月9日 -）